# Collarina balzaci
Collarina balzaci är en mossdjursart som först beskrevs av Jean Victor Audouin 1826.  Collarina balzaci ingår i släktet Collarina och familjen Cribrilinidae. Inga underarter finns listade i Catalogue of Life.